# Suedia la Jocurile Olimpice de vară din 2016
Suedia a participat la Jocurile Olimpice de vară din 2016 de la Rio de Janeiro în perioada 5 – 21 august 2016, cu o delegație de 152 de sportivi, care a concurat în 22 de sporturi. Cu un total de 11 medalii, inclusiv două de aur, Suedia s-a aflat pe locul 29 în clasamentul final.

## Participanți
Delegația suedeză a cuprins 152 de sportivi: 66 de bărbați și 86 de femei (rezervele la fotbal, handbal, hochei pe iarbă și scrimă nu sunt incluse). Cel mai tânăr atlet din delegație a fost gimnasta Emma Larsson (17 ani), cel mai bătrân a fost călărețul Rolf-Göran Bengtsson (54 de ani).
| Sport         | Masculin | Feminin | Total |
| ------------- | -------- | ------- | ----- |
| Atletism      | 6        | 10      | 16    |
| Badminton     | 1        | 0       | 1     |
| Box           | 0        | 1       | 1     |
| Caiac canoe   | 2        | 3       | 5     |
| Canotaj       | 0        | 1       | 1     |
| Ciclism       | 0        | 4       | 4     |
| Echitație     | 5        | 7       | 12    |
| Fotbal        | 18       | 18      | 36    |
| Gimnastică    | 0        | 1       | 1     |
| Golf          | 2        | 2       | 4     |
| Haltere       | 0        | 1       | 1     |
| Handbal       | 14       | 14      | 28    |
| Judo          | 3        | 1       | 4     |
| Lupte         | 3        | 4       | 7     |
| Natație       | 2        | 9       | 11    |
| Navigație     | 4        | 3       | 7     |
| Taekwondo     | 0        | 2       | 2     |
| Tenis         | 0        | 1       | 1     |
| Tenis de masă | 3        | 2       | 5     |
| Tir           | 3        | 0       | 3     |
| Tir cu arcul  | 0        | 1       | 1     |
| Triatlon      | 0        | 1       | 1     |
| Total         | 66       | 86      | 152   |

## Medalii

### Medaliați
| Medalie | Nume | Sport     | Probă                   | Dată      |
| ------- | --- | --------- | ----------------------- | --------- |
| Aur     | Sarah Sjöström | Natație   | 100 m fluture feminin   | 7 august  |
| Aur     | Jenny Rissveds | Ciclism   | Cross-country feminin   | 20 august |
| Argint  | Emma Johansson | Ciclism   | Cursa feminină pe șosea | 7 august  |
| Argint  | Sarah Sjöström | Natație   | 200 m liber feminin     | 9 august  |
| Argint  | Marcus Svensson | Tir       | Skeet masculin          | 13 august |
| Argint  | Henrik Stenson | Golf      | Turneul masculin        | 14 august |
| Argint  | Peder Fredricson | Echitație | Sărituri individual     | 19 august |
| Argint  | Echipa națională feminină Jonna Andersson Emilia Appelqvist Kosovare Asllani Emma Berglund Stina Blackstenius Hilda Carlén Lisa Dahlkvist Magdalena Ericsson Nilla Fischer Pauline Hammarlund Sofia Jakobsson Hedvig Lindahl Fridolina Rolfö Elin Rubensson Jessica Samuelsson Lotta Schelin Caroline Seger Linda Sembrant Olivia Schough | Fotbal    | Turneul feminin         | 19 august |
| Bronz   | Sarah Sjöström | Natație   | 100 m liber feminin     | 11 august |
| Bronz   | Jenny Fransson | Lupte     | 69 kg feminin           | 17 august |
| Bronz   | Sofia Mattsson | Lupte     | 53 kg feminin           | 18 august |

### Medalii după sport
| Sport     | Aur | Argint | Bronz | Total |
| Natație   | 1   | 1      | 1     | 3     |
| Ciclism   | 1   | 1      | 0     | 2     |
| Echitație | 0   | 1      | 0     | 1     |
| Fotbal    | 0   | 1      | 0     | 1     |
| Golf      | 0   | 1      | 0     | 1     |
| Tir       | 0   | 1      | 0     | 1     |
| Lupte     | 0   | 0      | 2     | 2     |
| Total     | 2   | 6      | 3     | 11    |

## Natație
| Sportiv                                                                      | Probă         | Calificări | Calificări | Semifinale | Semifinale | Finală  | Finală |
| Sportiv                                                                      | Probă         | Timp       | Loc        | Timp       | Loc        | Timp    | Loc    |
| ---------------------------------------------------------------------------- | ------------- | ---------- | ---------- | ---------- | ---------- | ------- | ------ |
| Michelle Coleman Sarah Sjöström Ida Marko-Varga Louise Hansson Ida Lindborg* | 4×100 m liber | 3:36,42    | 6 C        | N/A        | N/A        | 3:35,90 | 5      |

(*) A participat doar în calificări.
| Sportiv      | Probă      | Calificări | Calificări | Semifinale   | Semifinale   | Finală       | Finală       |
| Sportiv      | Probă      | Timp       | Loc        | Timp         | Loc          | Timp         | Loc          |
| ------------ | ---------- | ---------- | ---------- | ------------ | ------------ | ------------ | ------------ |
| Erik Persson | 100 m bras | 1:01,20    | 32         | Nu a avansat | Nu a avansat | Nu a avansat | Nu a avansat |